# Metoda parcijalne integracije
Metoda parcijalne integracije je postupak u matematici u kojemu se integral koji se ne može izračunati svodi na integral koji može.

## Neodređeni integral
Formula za parcijalnu integraciju se izvodi iz formule za derivaciju produkta funkcija {\displaystyle (uv)'=u'v+uv'}, koja se može zapisati kao
{\displaystyle \int uv'dx=uv-\int u'vdx}
što predstavlja formulu za parcijalnu integraciju.:str. 308.
Funkcije {\displaystyle u} i {\displaystyle v} moraju biti izabrane tako da je integral s desne strane jednakosti moguće lakše izračunati nego početni. Treba imati na umu da će se u postupku morati izračunati i pomoćni integral
{\displaystyle \int v'dx}.
Kao jednostavan primjer može poslužiti integral
{\displaystyle \int xe^{x}dx}
koji se izračunava parcijalnom integracijom stavljanjem {\displaystyle u=x} i {\displaystyle v'=e^{x}}.

## Određeni integral
Neka je {\displaystyle u:[a,b]\to \mathbb {R} } neprekidna funkcija, i {\displaystyle v:[a,b]\to \mathbb {R} } neprekidno diferencijabilna funkcija. Ako je {\displaystyle U} primitivna od {\displaystyle u} tada je formula za parcijalnu integraciju:
{\displaystyle \int _{a}^{b}u(x)v(x)dx=U(b)v(b)-U(a)v(a)-\int _{a}^{b}U(x)v'(x)dx}